# Richland, Mississippi
Richland là một thành phố thuộc quận Rankin, tiểu bang Mississippi, Hoa Kỳ. Năm 2010, dân số của thành phố này là 6 912 người.

## Dân số
- Dân số năm 2000: 6 197 người.
- Dân số năm 2010: 6 912 người.